# いつか王子様が
「いつか王子様が」（いつかおうじさまが、Someday My Prince Will Come）は、ウォルト・ディズニーの1937年アニメ映画『白雪姫』 の挿入歌。ラリー・モリー（歌詞）とフランク・チャーチル（音楽）により作られ、白雪姫の声優を担当したアドリアナ・カセロッティにより歌われた。

## 概要
この歌が映画のなかで最初に出てくるのは57分56秒のところで、そこでは、白雪姫が歓迎パーティーの席で小人たちから芸をせがまれて、ある若者（実は他国の王子）へのほのかな思いを歌っている。こののち、白雪姫がパイを作っている時、および、王子が白雪姫を連れて行く最後のシーンでも（短縮バージョンで）演奏される。
この歌は、アメリカン・フィルム・インスティチュートによる映画史上で最も偉大な100曲のリストで19位にランクインした。ディズニー映画からの歌としては『ピノキオ』からの「星に願いを」に次いで2位である。

## ジャズ・スタンダードとして
1956年、ジャズピアニストで当時は無名のジョン・ウィリアムズがこの歌をアルバムに収録した。
1957年に、ジャズピアニストのデイヴ・ブルーベックは、彼の子供が持っていたディズニーの曲の作品集に直感を受け、『デイヴ・ディグズ・ディズニー』で歌のあるヴァージョンを収録した。これが有名ジャズミュージシャンが本曲を録音した最初のケースとされる。
この歌はすぐにジャズミュージシャンの間で、そのコード進行が格別で納得できるものと考えられ人気が出た。 後に諸々のヴァージョンが、ビル・エヴァンス、マイルス・デイヴィス、オスカー・ピーターソンが録音し、また何回かにわたりハービー・ハンコックが、それをある巨匠傑作品のための基礎に使おうと録音した。
1961年のマイルス・デイヴィスのアルバム『サムデイ・マイ・プリンス・ウィル・カム』 での録音は、コーラス中のある持続低音の間奏曲が呼び物となり、それはよく真似をされる。ピアニストのウィントン・ケリーは、デイヴィスのヴァージョンを演奏し、後年に彼自身の同名のアルバムでそのトラックをトリオとして録音した。  
ビル・エヴァンスは生涯を通して何度もこの曲を録音しており、一部のアルバムでは1コーラスごとに三拍子と四拍子が入れ替わるアレンジでの演奏が収録されている。
レナ・ホーンは、1976年に『A New Album』でロバート・ファーノン・オーケストラとフィル・ウッズとともにホーンティング・ヴァージョンを歌った。
チェット・ベイカー・トリオは『Someday My Prince Will Come』というアルバムを1979年に録音した。
サン・ラーは、1989年のライブアルバム『Second Star to the Right』にボーカルと拡張したルバート・サクソフォーン・ソロが一体になった歌のヴァージョンを収録した。
カサンドラ・ウィルソンはマイルス・デイヴィスに捧げた1999年のアルバム『トラヴェリング・マイルス』でカヴァーを録音した。
ベーシストのスタンリー・クラークは2009年のアルバム『ジャズ・イン・ザ・ガーデン』でカヴァーを録音した。この録音はクラークと上原ひろみのデュオによる演奏である。

## ポップスの歌手によるカヴァー
- ダイアナ・ロス&ザ・スプリームスは1967年に、アルバム『Diana Ross & The Supremes Sing Disney Classics』用にレコーディングしたが、未発売となった。後に1986年発売のアルバム『25th Anniversary』に収録されて発売された。
- パトリシア・パーイは、1976年に、ディスコヴァージョンを発表した。
- シネイド・オコナーは、1988年にコンピレーション・アルバム『Stay Awake』でカバーした。
- タニヤ・タッカーは、1996年にコンピレーション・アルバム『The Best of Country Sings the Best of Disney』でカバーした。
- バーブラ・ストライサンドは、『白雪姫』 の2001年版DVD/Video「プラチナ・エディション」リリース時の変更された歌詞とともにカバーした。CD『Barbra: The Concert』（ソニー、1994年）でのディズニーメロディーの一部として、また『The Essential Barbra Streisand』コンピレーション（ソニー、2002年）に収録されたスタジオ録音ヴァージョンがある。
- 浜崎あゆみは、『白雪姫』の2001年版DVD/Videoリリース時のプロモーション用に、日本でのCMソングとして全曲英語歌詞でカバーした[5]。彼女にとっては初のカバー曲である[5]。2001年8月上旬にレコーディングし、同年9月22日からCMが放送された[5]。この音源は未発売[5][6]。
- 押尾コータローは、2001年発売のインディーズ時代のアルバム『LOVE STRINGS』でインストゥルメンタルとしてカバーした。
- アナスタシアは、2002年の『WOW!〜ディズニーマニア』コンピレーションと『Freak of Nature: Collector's Edition』でカバーした。
- ジュリー・アンドリュースは、2005年に彼女のアルバム『Julie Andrews Selects Her Favorite Disney Songs』でカバーした。
- アシュレイ・ティスデイルは、2006年にドリュー・シーリーのバックアップボーカルがある『WOW!〜ディズニーマニア4 プレゼンツ・ディズニーロック&ポップ!!ミュージック・アルバム』コンピレーション・アルバムでカバーした。
- チーター・ガールズは、2008年に『ディズニーマニア6』のコンピレーションでカバーした[7]。
- 青山テルマは、2009年に彼女のシングル「届けたい… feat.KEN THE 390/このまま ずっと」のB面曲としてカバーした。
- ティファニー・ソーントンは、ディズニーの『白雪姫』の2009年DVD/Blu-Rayリリース時にカバーした。
- BiSは、2014年にコンピレーションアルバム『Disney Rocks!!! Girl's Power!』でカバーした。
- JUJUは、2014年の映画『クローバー』の挿入歌用に「星に願いを」とともにカバーした[8]。